# Stenogyne campanulata
Stenogyne campanulata là một loài thực vật có hoa trong họ Hoa môi. Loài này được Weller & Sakai miêu tả khoa học đầu tiên năm 1989.